# Sophia Uddman
Sophia Elisabeth Uddman, född 16 juli 1835 i Piteå, död 1 december 1915 i Danderyds församling , var en svensk musiklärare, författare och målare.
Hon var dotter till provinsialläkaren Carl Fredrik Kjellberg och Elise Ekerman och gift 1862–1874 med lantbruksingenjören Axel Viktor Uddman samt mor till Agnes Augusta Emilia Eleonora de Frumerie och fem andra barn. Uddman avlade organistexamen vid Musikaliska akademien 1868 och arbetade som vikarierande musiklärare i Skövde från 1870 innan hon fick en ordinarie tjänst vid Lidköpings läroverk 1888. Hon begärde tjänstledigt 1892 och bosatte sig i Paris (Boulevard du Montparnasse 86) där hon gjorde sig känd som en skicklig porträttmålare och ofta besöktes av August Strindberg. Som dramatisk författare skrev hon en pjäs som uruppfördes i Vänersborg.